# الشيخ ناصر
الشيخ ناصر قرية سوريّة تتبع إداريّاً لمحافظة حلب منطقة الباب ناحية عريمة، بلغ تعداد سكانها 2153 نسمة حسب التعداد السكاني لعام2004